# Patriarca de tot Romania
El patriarca de tota Romania (en romanès: 'Patriarh al Întregii Românii'; pronunciació en romanès: [patriˈarh al ɨnˈtred͡ʒij romɨˈnij]) és el títol del cap de l'Església Ortodoxa Romanesa. El patriarca és oficialment anomenat arquebisbe de Bucarest, metropolità de Muntènia i Dobrogea, Locum tenens del tron de Cesarea Cappadociae i patriarca de l'església ortodoxa romanesa. El patriarca Daniel va accedir a aquesta posició el 12 de setembre de 2007.

## Metropolitans de tota Romania
| No. | Primat   | Retrat | Regnar    | Notes               |
| --- | -------- | ------ | --------- | ------------------- |
| 1   | Nifon    |        | 1850–1875 |                     |
| 2   | Calínic  |        | 1875–1886 |                     |
| 3   | Iosif    |        | 1886–1893 | Primer mandat.      |
| 4   | Ghenadie |        | 1893–1896 |                     |
|     | Iosif    |        | 1896–1909 | Segon mandat.       |
| 5   | Atanasie |        | 1909–1911 |                     |
| 6   | Conon    |        | 1912-1919 |                     |
| 7   | Miron    |        | 1919–1925 | Elevat a patriarca. |

## Patriarques de tota Romania
| No. | Primat   | Retrat | Regnar                 | Regnar               | Notes                                                                                               |
| --- | -------- | ------ | ---------------------- | -------------------- | --------------------------------------------------------------------------------------------------- |
| 1   | Miron    |        | 4 de febrer de 1925    | 6 de març de 1939    | Va exercir de primer ministre de Romania de l'11 de febrer de 1938 al 6 de març de 1939.            |
| 2   | Nicodim  |        | 5 de juliol de 1939    | 27 de febrer de 1948 | |
| 3   | Justinià |        | 6 de juny de 1948      | 26 de març de 1977   | |
| 4   | Iustin   |        | 19 de juny de 1977     | 31 de juliol de 1986 | |
| 5   | Teoctist |        | 16 de novembre de 1986 | 30 de juliol de 2007 | Va dimitir breument del 18 de gener de 1990 al 5 d'abril de 1990, després de la Revolució Romanesa. |
| 6   | Daniel   |        | 12 de setembre de 2007 | Titular              | |